# Dialeurodes ayyanarensis
Dialeurodes ayyanarensis là một loài côn trùng cánh nửa trong họ Aleyrodidae, phân họ Aleyrodinae.
Dialeurodes ayyanarensis được Sundararaj & David miêu tả khoa học đầu tiên năm 1991.